# Berith
Baʿal Berith ("Senhor da Aliança") e El Berith ("Deus da Aliança") são duas designações a divindade adorada em Siquém, na antiga Canaã, de acordo com a Bíblia.

## O termo
Berith é a palavra hebraica para "pacto" ou "aliança". O termo é cognato do acadiano 'Biritu ", que significa "acorrentar" 'ou "obrigar". aparece também em textos ugaríticos (segundo milênio aC) como brt, em conexão com Baʿal, e talvez como Beruth na obra de Sanchuniathon.
O termo hebraico Baal-Berit também é aplicado ao pai da criança em uma cerimônia de * circuncisão (berit), e no hebraico moderno o termo significa "aliado" com base na forma plural em Gênesis 14:13.

## Culto ao Deus da Aliança em Siquém
A cidade palestina de Siquém (moderno sítio arqueológico de Tell Balata) há vestígios de um templo-fortaleza datado da Idade do Bronze. Segundo a narrativa bíblica, o patriarca Abraão viajou para o sul através de Canaã até chegar à grande árvore de Moré em Siquém. Lá o Deus apareceu a ele e em resposta construiu um altar e ofereceu sacrifícios ao Senhor nesse carvalho ou terebinto de Moreh.Jacó, em seu retorno de Padam-Aram comprou o segundo lote de terra em Canaã próxio a Siquém. Lá Jacó ergueu um altar a Deus, o Deus de Israel (El Elohe Israel). Enquanto ele e sua família estavam acampados perto da cidade, o filho de um de seus principais cidadãos, Siquém, filho de Hamor, pegou a filha de Jacó, Diná, e a estuprou. Os filhos de Jacó Simeão e Levi enganaram os homens da cidade, persuadindo-os a serem circuncidados sob o pretexto de remover um obstáculo cerimonial ao casamento misto e massacraram seus habitantes.
Então, Jacó temendo retaliação, se mudou para Betel, mas antes ele purificou seu acampamento de todos os deuses estrangeiros e os enterrou sob o terebinto.
Na conquista de Canaã, teria sido em Siquém onde Josué teria renovado a aliança (berith) duas vezes com o povo de Israel e enterrado os ossos de José.
O templo foi destruído no século XII a.C. por Abimeleque. Após a morte de Gideão Abimeleque, o filho de sua concubina siquemita reivindicou o reinado que seu pai havia recusado. Tendo persuadido os cidadãos de Siquém a segui-lo, ele começou a matar todos seus irmãos, exceto um. O próprio Abimeleque chegou ao poder com a ajuda de fundos do templo Baal-Berith. Jotão, o único filho sobrevivente de Gideão, dirigiu-se aos cidadãos de Siquém por meio de uma parábola profética que predisse sua destruição pelo fogo. Depois de três anos, o povo de Siquém decidiu que estava farto do governo de Abimeleque e tentou fazer de Gaal, filho de Eded, seu líder. Abimeleque soube da rebelião de Gaal e atacou a cidade da planície ao leste enquanto o povo estava saindo para trabalhar nos campos. Assim que a cidade caiu, Abimelech voltou sua atenção para a fortaleza do templo de Baal Berith, onde cerca de mil habitantes da cidade haviam se refugiado. Em vez de sitiar, ele ateou fogo à torre, matando os cidadãos restantes da cidade. O templo de Siquém nunca mais foi reconstruído, exceto como celeiro.

## Ocultismo
Em várias tradições ocultistas populares ocidentais surgidas a partir do Renascimento, o termo Berith ou Baalberith remete a um suposto demônio. Como entidade, é mencionado na tradição mágica da Goétia.